# Simu Liu
Simu Liu (en chino simplificado: 刘思慕; chino tradicional: 劉思慕; Harbin, Heilongjiang, 19 de abril de 1989) es un actor, escritor y especialista de cine chino-canadiense.
Entre sus obras notables se destaca el rol de Jung en la comedia de situación Kim's Convenience, de la cadena CBC Television. Interpreta el personaje Shang-Chi del Universo cinematográfico de Marvel, en la película Shang-Chi y la leyenda de los Diez Anillos y se convirtió en el primer asiático en liderar un filme de Marvel.
Recibió nominaciones a los ACTRA Awards y Canadian Screen Awards por su trabajo en la serie Blood & Water.

## Inicios
Liu nació en Harbin pero migró a Canadá a los cinco años. Creció en Erin Mills, un área de Mississauga, Ontario. Asistió en secundaria a la University of Toronto Schools, mientras que en estudios universitarios cursó dos años en la Universidad de Ontario Occidental, y pasó otros dos años en la carrera de finanzas y contabilidad en la Ivey Business School. Trabajó como contador en Deloitte pero después abandonó la compañía. Decidió explorar otras opciones de carrera antes de elegir la actuación.

## Carrera
Simu tuvo su primera aparición trabajando como extra de la película Pacific Rim de Guillermo del Toro. Recibió créditos en pantalla en la serie Nikita de 2012 y Beauty & the Beast en 2014.

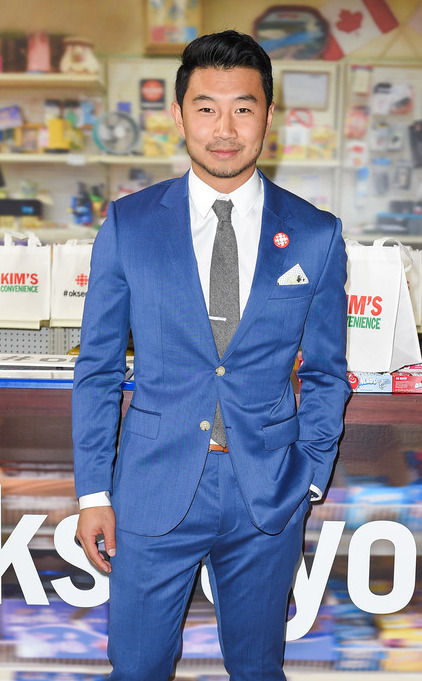
Liu en 2016.

En 2015, fue especialista de cine o «stuntman» del equipo de la serie Heroes Reborn, apareciendo en tres episodios como un doble en las acrobacias. Luego apareció en Blood and Water, programa de la cadena Omni Television, de la cual recibió nominaciones a los ACTRA Awards y Canadian Screen Awards en 2017.
En 2016, Liu interpretó el rol como Faaron, exanalista de la CIA, personaje basado cercanamente en el analista Rodney Faraon quien trabajara en esa agencia, dentro de la serie de precuela Taken situada en la franquicia de películas que protagonizó Liam Neeson. También hizo el papel de Jung en la comedia de situación Kim's Convenience, programa adaptado por CBC Television.
Más tarde en ese año, Liu se unió al elenco de la serie Orphan Black de BBC-Space para su quinta y última temporada, y fue nominado al premio Moore Mavor Dora en la categoría de mejor interpretación junto a sus compañeros del Factory Theatre en la obra Banana Boys.
En 2017, Simu se incorporó al casting de la segunda temporada de la serie Slasher así como de la miniserie Bad Blood, siendo personaje recurrente en ambas. Al año siguiente, apareció en la serie de ciencia ficción The Expanse y Yappie en YouTube.
A inicios de 2019, se anunció que Liu estaría uniéndose al elenco de Fresh Off The Boat como estrella invitada. Finalmente interpretó a un vendedor de fideos llamado Willie en el centésimo episodio de la serie.
Durante la Comic-Con de San Diego de 2019, fue confirmada su participación para interpretar a Shang-Chi en la película Shang-Chi y la leyenda de los Diez Anillos del Universo cinematográfico de Marvel, la cual sería la primera en tener a un actor de origen asiático en ser el personaje principal. Lui previamente había hecho la petición del papel vía Twitter en diciembre de 2018 cuando la película fue revelada para estar en desarrollo. Antes de la elección para Shang-Chi, Simu expresó su deseo de personificar entre Fuego Solar y Namor.
Aparte de su trabajo en pantalla, Liu también se desenvuelve como escritor y director de cine. Participó en la escritura para Blood and Water y ayudó en la historia de la serie en escribir un episodio de la segunda temporada. Además redactó para la revista Maclean's en diciembre de 2017 detallando sus experiencias de su crianza en una familia inmigrante. Como productor cinematográfico, Liu ha escrito, dirigido y producido cortometrajes los cuales han sido proyectados en festivales en Estados Unidos y Canadá. Su más reciente cortometraje Meeting Mommy, escrito y producido con Tina Jung, fue lanzado en febrero de 2018 en el canal de YouTube Wong Fu Productions. La película alcanzó más de doscientos cincuenta mil visitas en la primera semana.
Actualmente está desarrollando proyectos de larga duración bajo la productora 4:12 Entertainment.

## Reconocimientos
Liu fue nominado a los premios Canadian Screen Award y ACTRA Award por su trabajo en Blood and Water en 2017. Él, junto a sus compañeros de casting de Kim's Convenience, ganaron el premio de ACTRA en la categoría de agrupación destacada. Liu y sus compañeros también fueron nominados para el mismo galardón en 2018 y 2019. Kim's Convenience también fue ganador del premio como mejor comedia en la edición de 2018 de Canadian Screen Awards.
El actor fue nombrado en la lista de los cincuenta canadienses más atractivos y entre los veinticinco solteros más atractivos en 2017 y 2018.

## Filmografía

### Películas
| Año  | Título                                     | Rol                 | Director              | Notas                              |
| ---- | ------------------------------------------ | ------------------- | --------------------- | ---------------------------------- |
| 2013 | Pacific Rim                                | Extra               | Guillermo del Toro    | Debut en cine                      |
| 2015 | Antisocial 2                               | Enfermero masculino |                       | [ 27 ] [ 28 ]                      |
| 2021 | Shang-Chi y la leyenda de los Diez Anillos | Shaun / Shang-Chi   | Destin Daniel Cretton | Primer protagónico en una película |
| 2021 | Bright: Samurai Soul                       | Izno (voz)          | Kyōhei Ishiguro       | Doblaje de inglés                  |
| 2021 | Women Is Losers                            | Gilbert             | Lissette Feliciano    |                                    |
| 2023 | One True Loves                             | Sam                 | Andy Fickman          |                                    |
| 2023 | Simulant                                   | Casey               | April Mullen          | [ 29 ]                             |
| 2023 | Barbie                                     | Rival Ken           | Greta Gerwig          |                                    |
| 2024 | Arthur the King                            | Leo                 | Simon Cellan-Jones    | Película                           |
| 2024 | Atlas                                      | Harlan Shepherd     | Brad Peyton           |                                    |
| 2024 | Jackpot!                                   | Louis Lewis         | Paul Feig             |                                    |
| 2025 | Last Breath                                | David Yuasa         | Alex Parkinson        |                                    |

### Televisión
| Año           | Título                                 | Rol                                   | Notas                                            |
| ------------- | -------------------------------------- | ------------------------------------- | ------------------------------------------------ |
| 2012          | Nikita                                 | Agente de policía de Hong Kong Police |                                                  |
| 2013          | Warehouse 13                           | Bartender                             |                                                  |
| 2013          | Played                                 | Pistolero                             |                                                  |
| 2013          | Mayday                                 | Controlador aéreo de Narita           |                                                  |
| 2014          | Beauty & the Beast                     | EMT                                   |                                                  |
| 2015          | Blood and Water                        | Paul Xie                              | Protagonista                                     |
| 2015          | Heroes Reborn                          | Doble de riesgo                       | 3 episodios                                      |
| 2015          | Make It Pop!                           | Randy                                 | 1 episodio                                       |
| 2016          | Taken                                  | Faaron                                | Rol recurrente (temporada 1); 10 episodios       |
| 2016–presente | Kim's Convenience                      | Jung Kim                              | Protagonista                                     |
| 2017          | Orphan Black                           | Mr. Mitchell                          |                                                  |
| 2017          | Slasher: Guilty Party                  | Luke                                  | 2 episodios                                      |
| 2017          | Bad Blood                              | Guy                                   | 3 episodios                                      |
| 2018          | The Expanse                            | Paolo Mayer                           | 1 episodio                                       |
| 2018          | Yappie                                 | Tom                                   | Protagonista                                     |
| 2019          | Fresh Off The Boat                     | Willie                                | 1 episodio                                       |
| 2020          | Awkwafina Is Nora from Queens          | Garbage Boy                           | Episodio: «Grandma & Chill»                      |
| 2021          | Corner Gas Animated                    | Gerald Mesmerizer (voz)               | Episodio: "The Fresh Prints of Bell Heir"        |
| 2021          | Star Wars: Visions                     | Lah Zhima (voz)                       | Episodio: "The Ninth Jedi": English language dub |
| 2021          | The Tonight Show Starring Jimmy Fallon | El mismo (invitado)                   | Episodio: 10 de septiembre de 2021               |
| 2021          | Selling Sunset                         | El mismo (invitado)                   | Episodio: "A House For A Hero"                   |
| 2021          | Saturday Night Live                    | Él mismo (anfitrión)                  | Episodio: "Simu Liu/Saweetie"                    |
| 2022          | Celebrity Jeopardy!                    | Él mismo (concursante)                | 2 episodios                                      |
| 2022          | The Simpsons                           | Adulto Hubert Wong (voz)              | Episodio: "When Nelson Met Lisa"                 |
| 2022          | Running Wild with Bear Grylls          | El mismo                              | Episodio: "Simu Liu"                             |
| 2023          | The Other Two                          | El mismo                              | Episodio: "Cary Gets His Ass Handed to Him"      |
| 2023          | StoryBots: Answer Time                 | Socradamus                            | Episodio: "Elements"                             |
| 2024          | Dragons' Den                           | El mismo                              | Temporada 19                                     |
| 2024          | Gremlins                               | Chang                                 | Voz                                              |
| 2024          | What If...?                            | Shang-Chi                             | Voz; 2 episodios                                 |

## Premios y nominaciones
| Año  | Nominado por      | Premiación            | Categoría                                              | Resultado | Ref    |
| ---- | ----------------- | --------------------- | ------------------------------------------------------ | --------- | ------ |
| 2017 | Blood and Water   | ACTRA Awards          | Desempeño sobresaliente – Masculino                    | Nominado  | [ 37 ] |
| 2017 | Blood and Water   | Canadian Screen Award | Mejor actor de reparto en un programa o serie de drama | Nominado  | [ 38 ] |
| 2017 | Kim's Convenience | ACTRA Awards 2017     | Desempeño sobresaliente – Agrupación                   | Ganador   | [ 39 ] |
| 2018 | Kim's Convenience | ACTRA Awards 2018     | Desempeño sobresaliente – Agrupación                   | Nominado  | [ 40 ] |